# Wiseppe (Maas)
Die Wiseppe ist ein rund 22 Kilometer langer Bach, der in der französischen Region Grand Est durch die Départements Ardennes und Meuse verläuft. Sie ist ein linker und südwestlicher Zufluss der Maas.

## Geographie

### Verlauf
Die Wiseppe entspringt auf einer Höhe von etwa 260 m im Gemeindegebiet von Tailly im Waldgebiet Bois de Barricourt südlich des namengebenden Ortes Barricourt.
Der Quellbach wechselt mehrfach seinen Namen (Ruisseau de Barricourt, Ruisseau de Nouart), entwässert zunächst nach Norden, dreht dann auf Ost bzw. Nordost und durchquert dabei die Départements Ardennes und Meuse.
Sie  mündet schließlich auf einer Höhe von ungefähr 165 m  im Gemeindegebiet von Stenay von links in die Maas. Die Mündung liegt knapp unterhalb einer Wehranlage, in deren Staubereich der Schifffahrtskanal Canal de la Meuse einige Flussschlingen der Maas abschneidet.
Der 22,34 km lange Lauf der Wiseppe endet ungefähr 95  Höhenmeter unterhalb des Ursprungs ihrer Quelle, sie hat somit ein mittleres Sohlgefälle von etwa 4,3 ‰.

### Zuflüsse
Reihenfolge von der Quelle zur Mündung. Daten nach SANDRE.
- Ruisseau le Champy (links), 5,2 km
- Ruisseau le Vivier (links), 2,3 km
- Ruisseau dit les Goffes (rechts), 2,3 km
- Ruisseau de la Gravelotte (rechts), 1,4 km
- Ruisseau l’Anelle (rechts), 6,8 km, 20,0 km², 0,26 m³/s
- Ruisseau de l’Étang de Halles-Sous-Les-Cotes (rechts), 2,2 km
- Ruisseau de Ripousau (rechts), 2,5 km
- Ruisseau la Lieuse (links), 8,4 km

### Orte am Fluss
Reihenfolge von der Quelle zur Mündung.
- Barricourt, Gemeinde Tailly
- Nouart
- Beaufort-en-Argonne
- Wiseppe
- Stenay